# Café solúvel

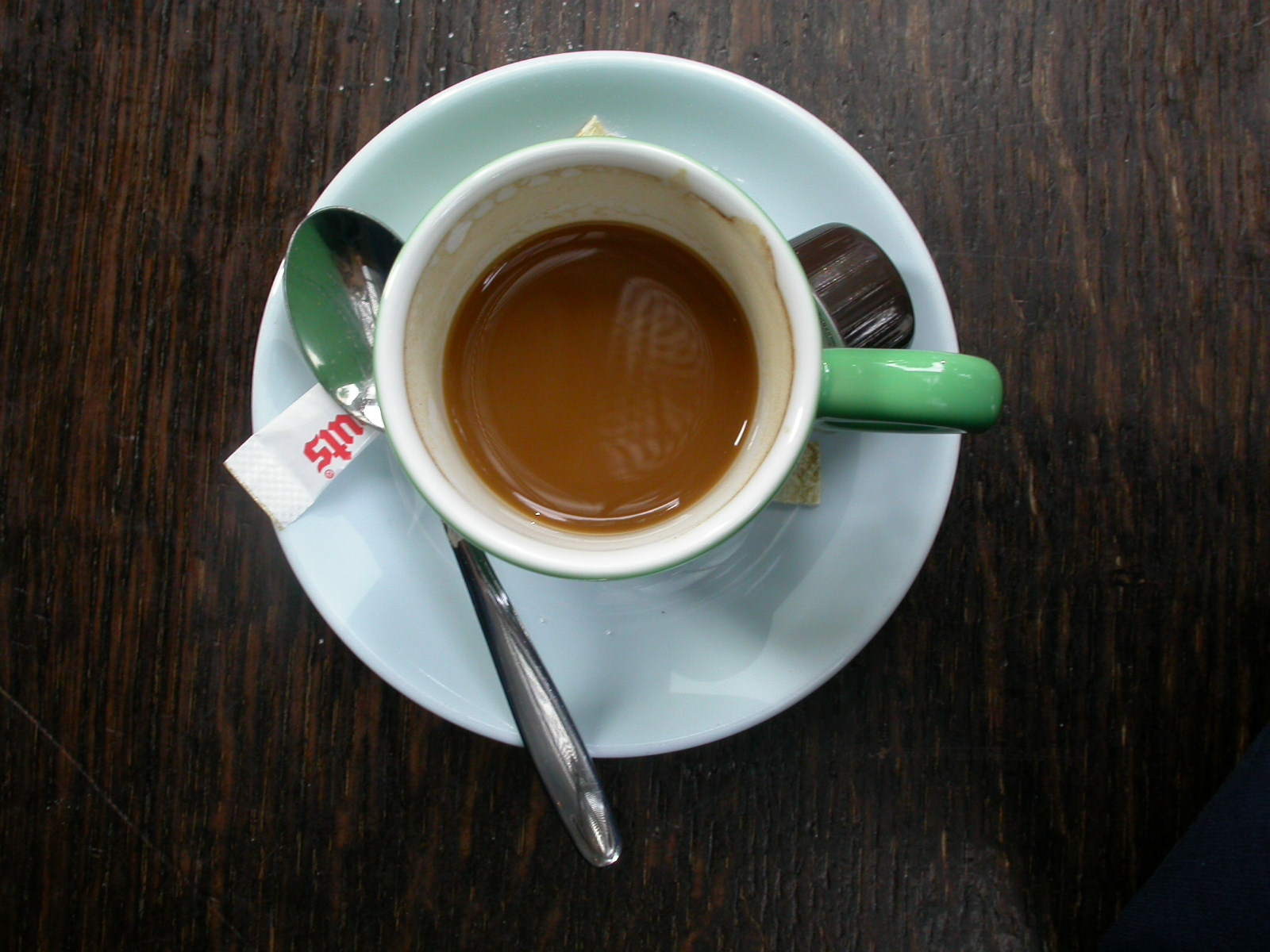
Café solúvel

O café solúvel ou café instantâneo é fabricado a partir de um concentrado obtido dos grãos de café moído preparados. compostos de água, são removidos desse extrato e fragmentos ou poeira permanecerão. Pode ser encontrado sob a forma de pó ou grânulos. Estes devem ser preparados para consumo com a adição de água filtrada, preferencialmente quente e fervente.
As vantagens do café solúvel são a velocidade de preparo e praticidade, já que não é necessário filtrar o café; é só adicionar água quente e está pronto. Outras vantagens são:
- por ter naturalmente umidade baixa, mantém a qualidade estável e portanto sua vida útil para consumo por mais tempo;
- dispensa equipamentos especiais, evitando desperdício, geração de resíduos e sabores de requentado;
- pode ser dosado de maneira bastante uniforme, podendo-se preparar uma ou várias xícaras com o mesmo sabor; evitando desperdícios;
- quando adicionado ao leite, produz uma mistura mais cremosa, pois não há adição de água no leite.

O café solúvel apresenta sabor diferenciado frente ao torrado e moído, em geral mais suave e com notas de caramelo.
O Brasil é o maior produtor e exportador de café solúvel do mundo, sendo consumido em mais de 100 países.

## Uso
Uma das vantagens do café solúvel é seu uso simplificado comparado a outras formas de fazer o café. É muito difícil estragar acidentalmente o produto, e as instruções simples vem impressas na parte traseira dos recipientes. O pó e os grânulos são preferidos geralmente pelo consumidor por causa da facilidade no momento de dissolve-lo na água quente. E para fazer um café mais forte ou fraco basta controlar a quantidade de pó ou grânulo.

## História
O café solúvel foi inventado pelo cientista japonês Satori Kato em 1901 em Chicago, Kato expôs seu invento na Exposição Panamericana em Buffalo, New York. Após isto, George Constant Louis Washington desenvolveu seu próprio método de café solúvel e foi o primeiro a comercializar em 1910. O produto Nescafé foi introduzido em 1938 pela Nestlé que desenvolveu uma planta avançada de refino de café.

## Produção
Abaixo estão os esboços gerais para estágios na produção moderna do café solúvel:

### Torrefação
O grão de café cru não tem gosto desejável, deve primeiramente ser torrado trazendo assim para fora sabor e aroma. O processo utilizado é o mesmo para o café regular.
O processo industrial da torrefação do café é composto de cilindros girando contendo os grãos de café cru aquecidos através da combustão de gás. Quando a temperatura do grão alcançar e exceder 165 °C, acompanhado por um estalando parecido àquele produzido pela pipoca, o café estará torrado.

### Moagem
Esta etapa seguinte reduz os grãos a um tamanho entre 0,5 e 1,1 milímetros a fim permitir que o café seja posto na solução com água para o estágio de secagem. São usados jogos de rolos especialmente projetados para cortar uma, pois é melhor que esmagar o grão.

### Extração
Uma vez torrado e moído o café deve ser posto na solução com água. Este estágio é chamado extração. A água é adicionada sob pressão que varia de 12 a 18 kg/cm³, geralmente em 5-10 colunas onde atingem temperaturas entre de 160 a 200 °C, onde se extrai os sólidos solúveis contidos no café. Existem vários tipos de taxas de extração. Primeiramente se extrai o aroma ( sobre pressão e temperaturas mais baixas, 160 graus e 10 kg de pressão onde se consegue com muita habilidade do operador a 30 grau brix) , em seguida se extrai o hidrol sobre temperatura e pressão mais altas, 180 graus e 18 kg de pressão, obtendo rendimento de 8 a 12 grau brix.A partir desta etapa o extrato do hidrol ,será concentrado em equipamentos como o apv ou evaporadores de múltiplos efeitos (gea ou citrotec) ou concentrado a frio ( grenco )
Onde o extrato sai geralmente com 55 a 60 grau brix, pronto para ser blendado com o aroma para preparar a "liga" que será secada por liofilização ou secagem por spray.

### Secagem
Esta etapa é muito importante e dois métodos diferentes são usados nos processos industriais pelo mundo inteiro, congelamento e a secagem de pulverizador, cada uma tem suas próprias vantagens e desvantagens.

#### Secagem por congelamento ouFreeze drying(Liofilização )

Esquema de secagem

O princípio básico da secagem por congelamento no processo para produzir o café solúvel é a remoção da água por sublimação.
Desde que a produção maciça do café solúvel começou, a secagem por congelamento cresceu na popularidade para transformar-se um método muito comum. Embora seja mais caro do que outros métodos de secagem ele resultam geralmente em um produto de alta qualidade.
O processo da secagem por congelamento.
1. Os grânulos molhados aglomerados do café são congelados. Para o café solúvel este é um estágio muito importante. Congelar muito rápido conduz aos cristais de gelo grandes e a um produto muito poroso e pode também afetar a cor dos granules do café.
2. O café congelado é colocado na câmara de secagem, frequentemente em bandejas do metal.
3. Um vácuo é criado dentro da câmara. A pressão do vácuo é crítica para a velocidade da secagem e consequentemente na qualidade do produto. Muito cuidado deve ser tomado para produzir um vácuo com pressão apropriada.
4. A câmara de secagem é aquecida, geralmente pela radiação mas em algumas plantas é usada a condução.
5. Condensação - a água previamente congelada nos grânulos do café expande a 107 seu volume, a remoção deste vapor de água da câmara é de vital importância, trazendo ao condensador os componentes os mais importantes e os mais caros em uma planta de secagem de congelamento.
6. Os grânulos secos são removidos da câmara e empacotados.

#### Secagem de pulverizador
Este método da secagem é preferido à secagem por congelamento em alguns casos por causa de sua eficácia de custo, curto tempo de secagem, utilidade ao tratar de um produto tão sensível ao calor e das partículas arredondadas que produz.
A secagem de pulverizador produz as partículas esféricas do tamanho aproximadamente iguais a 300 µm com uma densidade de 0,22 g/cm³. Para conseguir esta, a atomização do bocal é usada. Diversas maneiras de atomização do bocal podem ser usadas cada maneira tem suas próprias vantagens e desvantagens. As rodas do pulverizador girando em alta velocidade aproximadamente 20.000 rpm podem processar até 27 toneladas da solução por a hora. O uso das rodas do pulverizador requer que as torres de secagem têm um raio largo para evitar que as gotas atomizadas colem nas paredes de secagem da câmara.
Um inconveniente com a secagem de pulverizador é que as partículas que produz são muito finas para serem consumidas eficazmente. Devem então ser fundidas por vapor em torres similares dos pulverizadores ou pelo aglomeramento por correia para obtenção de partículas do tamanho apropriado.

### Café solúvel descafeinado
O processo comercial de descafeinização do café solúvel acontece quase sempre antes do importante processo de torrefação que determinará as características do sabor e do aroma do café.
Os processos modernos usam um de dois métodos comuns de descafeinização, a extração por solvente ou a extração da água.

#### Descafeinização porsolvente
Os solventes geralmente usados são tricloroetileno, cloreto de metileno ou um hidrocarboneto similar clorado.
Para que a descafeinização por solvente funcione é preciso umedecer  o grão de café. O método para introduzir esta umidade não importa, o importante é o índice de água no grão, que deve ficar entre 18% e 55%. A umidade é requerida para amaciar a estrutura celular do grão de café.
Etapas básicas da descafeinização por solvente
1. Cozinhar os grãos de café por 30 minutos a 110 °C.
2. Aumento do índice de umidade do grão de café a 40% acima.
3. Os grãos correm através de colunas do extrator com o solvente em temperaturas entre 50 a 120 °C. A cafeína é removida dos grãos.
4. Os grãos descafeinados são “vapor descascado” do solvente por 90 minutos.
5. Os grãos descafeinados são removidos dos extratores e secados.
6. O solvente rico da cafeína é reciclado para ser usado na etapa 2.

### Descafeinização por água
A extração da água da cafeína foi patenteada primeiramente em 1941 por General Foods.
Suas vantagens reivindicadas são:
- Taxas de extração mais elevadas
- A recuperação da cafeína por este método produz um produto mais puro
- Menos calor no tratamento do grão de café
- Nenhum contato direto do solvente com o grão de café

Este método faz exame de aproximadamente 8 horas, consideravelmente mais tempo do que a descafeinização por solvente; entretanto parece produzir um produto de qualidade extremamente melhor.
O método básico envolve o uso de um extrato da água de grãos de café verdes em uma “bateria” com colunas de contato com os grãos verdes. Enquanto o contato é feito os grãos verdes absorvem preferencialmente a água. O índice contínuo do extrato da água dos grãos verdes dobra (15% a 30%). Durante 8 horas de processo aproximadamente 98% da cafeína é removido, que é comparável com o método da extração solvente. Os grãos descafeinados, agora com umidade de 58% por peso, são lavados e secados.